# Bilhorod-Dnistrovs'kyj
Bilhorod-Dnistrovs'kyj (in ucraino Білгород-Дністровський?), nota in italiano anche con il nome russo di Belgorod-Dnestrovskij (in russo Белгород-Днестровский?), è una città ucraina di 47 727 abitanti siruata nel omonimo distretto, nell'oblast' di Odessa. Ospita l'amministrazione del Distretto di Bilhorod-Dnistrovs'kyj e dell'omonima comunità territoriale.
Fino al 18 luglio 2020 Bilhorod-Dnistrovs'kyj era una città di rilevanza regionale e perciò era autonoma rispetto al distretto di Bilhorod-Dnistrovs'kyj, di cui era il centro amministrativo. In seguito alla riforma amministrativa dell'Ucraina, che ridusse a sette il numero di distretti dell'oblast' di Odessa, la città fu integrata nel proprio distretto.
Sorge nell'antica regione della Bessarabia e precisamente nella Bessarabia storica o Budžak. Si trova a circa 50 km dal confine con la Moldavia, sulle rive sud-occidentali di uno dei più grandi liman dell'Ucraina: quello del Dnestr; il comune si affaccia anche sul liman del Budak. Dista da Odessa 86 km e da Kiev 463 km.
La città ha una storia di circa 2500 anni, contati dal 501 a.C. anno di fondazione della colonia greca di Tyras, sul liman del fiume omonimo, da parte di navigatori provenienti dalla città di Mileto. L'antico nome di Akkerman, che ha indicato la città durante i tre secoli di dominazione turca, durata sino al 1806, è ancora ampiamente utilizzato nel discorso informale. Nei secoli XIII-XIV, quando la città era parte del Principato di Moldavia, fu eretto da Stefano il Grande il monumento più importante della città: una maestosa fortezza, oggi conosciuta semplicemente con il nome ucraino (mutuato dal polacco) di "fortecja" (фортеця).

## Geografia fisica

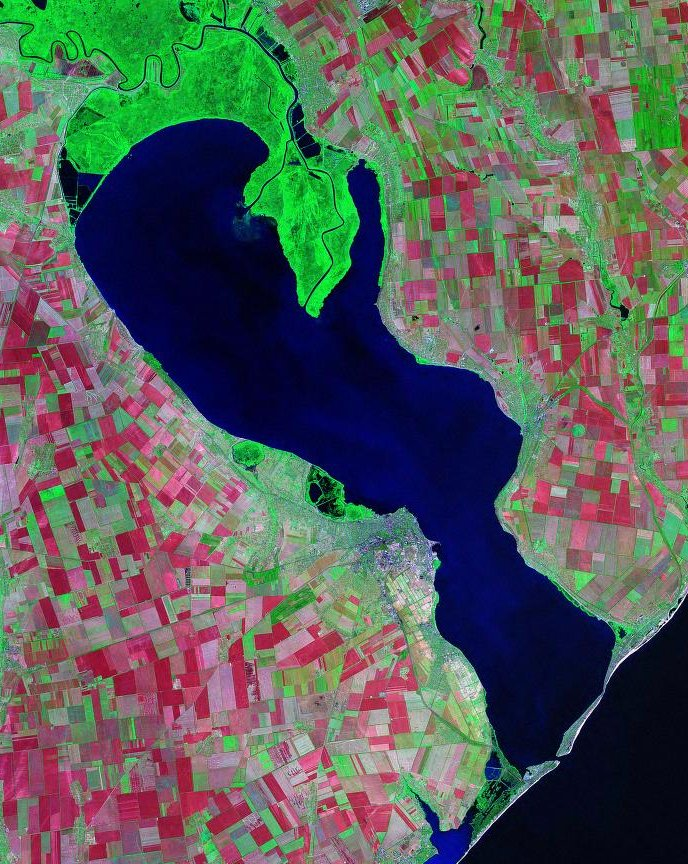
Veduta aerea del liman del Dnestr e, in basso al centro, di una parte del liman del Budak. Nella riva occidentale, nel punto che più si sporge verso l'acqua, si nota Bilhorod-Dnistrovs'kyj.

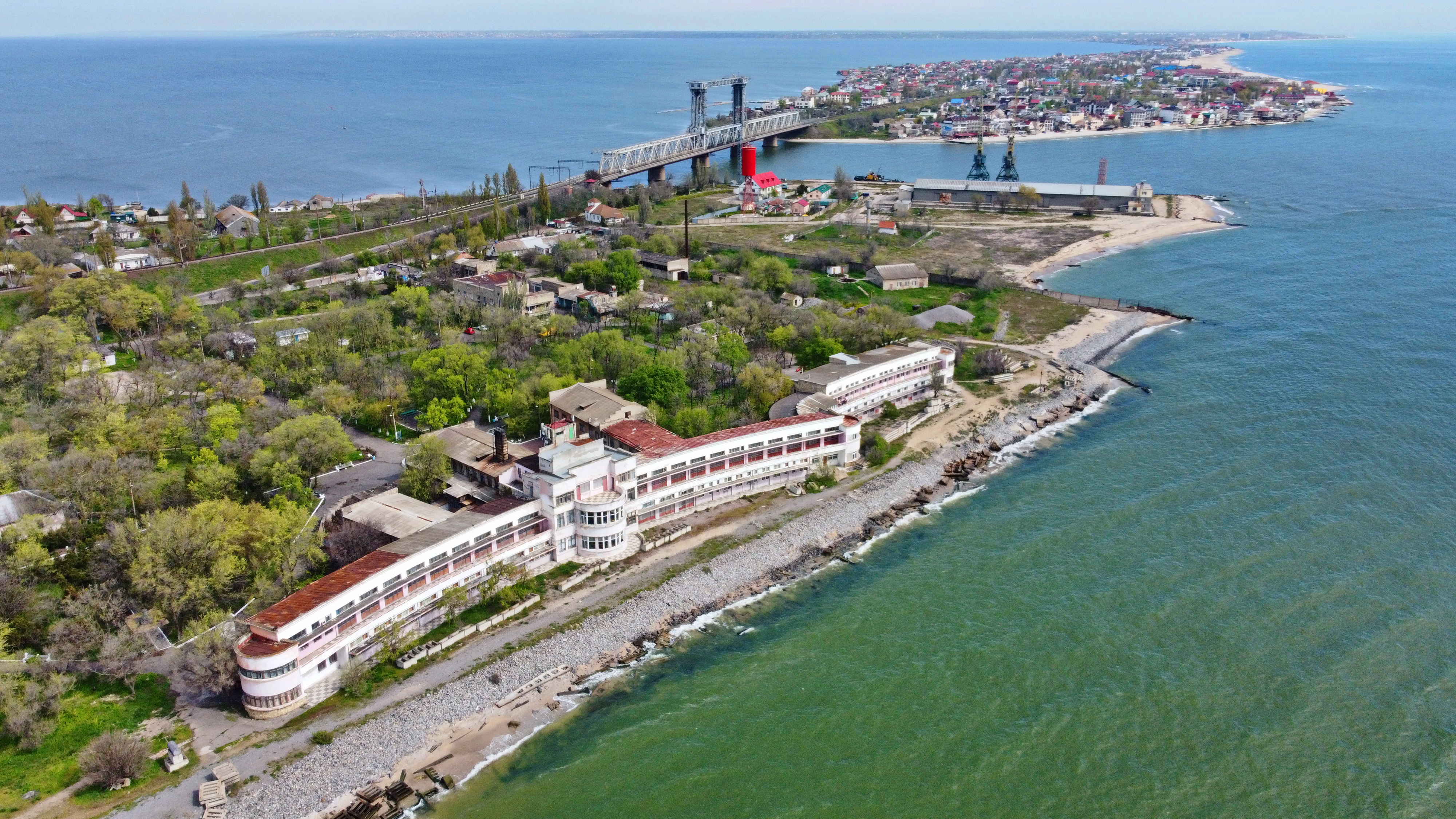
Bocca di Carigrad, foce del Dnestr, e il centro balneare di Zatoka

La città sorge sulla riva sud-occidentale dell'ampio liman del fiume Dnestr, di fronte ad Ovidiopol'. Un liman è un elemento geografico tipico delle coste settentrionali del mar Nero; si tratta di un estuario particolare per la grande ampiezza, l'esigua foce e la presenza di lidi sabbiosi che lo separano dal mare. La localizzazione nell'estremo tratto del Dnestr, che con i suoi 1 370 km è il settimo fiume d'Europa per lunghezza, è un fattore identificante per Bilhorod: "Dnistrovs'kyj" significa proprio "sul Dnestr".
Il territorio comunale si affaccia sul mar Nero, è completamente pianeggiante e caratterizzato dalla presenza di due grandi liman: quello già citato del Dnestr e più a sud quello del Budak. Sulle dune che separano il liman del Dnestr dal mare e sulle sponde interne del liman del Budak sorgono centri balneari molto frequentati e ricchi di strutture turistiche e di colonie estive per ragazzi.
La città è situata nell'Ucraina sud-occidentale, nella regione storica del Budžak, o Bessarabia storica, zona separata dal resto del paese per la presenza del liman del Dnestr, le cui coste settentrionali rasentano il confine con la Moldavia e non sono percorse da strade. Un solo ponte, ferroviario e carrabile, collega questa zona al resto del paese; esso attraversa la bocca di Carigrad, ossia la foce del Dnestr. Questo ponte è stato distrutto nel corso dell'invasione russa dell'Ucraina del 2022.

## Origini del nome
Prima di assumere il suo nome attuale di Bilhorod-Dnistrovs'kyj ("città bianca sul Dnestr"), nel corso della sua storia la città ha avuto il singolare destino di mutare nome molte volte, a testimonianza della sua posizione geografica di confine tra vari popoli e della sua storia caratterizzata da dominazioni diverse.
Periodo greco - Ophiusa e Tyras
La città nacque come colonia greca, con il nome di Tyras, lo stesso termine che per Greci e Romani indicava anche il fiume Dnestr. In greco era però indicata anche con il nome di Ophyusa (letteralmente "dei serpenti"),.
Periodo romano - Album Castrum
Quando la città passò sotto il dominio romano fu chiamata, in latino, Album Castrum, che significa "accampamento bianco"; da quel momento, nel nome della città ricorrerà spesso, pur espressa in varie lingue, la parola "bianco", dal colore delle sue scogliere affacciate sul Liman del Dnestr.
Periodo bizantino - Leukopolis - Asprokastron - Maurokastron
Passando sotto il dominio dell'Impero bizantino, la città venne denominata in greco Leukopolis (letteralmente "città bianca") e Aspron o Asprokastron (letteralmente "castello bianco"), quest'ultimo derivato dal pecenego "asperon", traducibile come "bianco"; contestualmente la città fu nota anche col greco Maurokastron, che all'opposto significa letteralmente "castello nero". Il monaco Nestore di Pečers'k avrebbe riportato già nell'XI secolo il toponimo di Bialobereg (città bianca).
Periodo genovese - Maurocastro
Nel Medioevo, le coste settentrionali ed occidentali del mar Nero erano molto frequentate dai navigatori delle repubbliche marinare, che adattarano in termine greco Maurokastron in Maurocastro e talvolta Moncastro o Montecastro. La Repubblica di Genova, anzi, tenne la città come propria colonia dal XIV al XV secolo proprio con il nome di Maurocastro, che si diffuse allora in Italia.
Periodo polacco - Białogród
La città, diventata nel 1387 parte integrante del Regno di Polonia (1385-1569), mutò quindi il suo nome nel polacco Białogród.
Periodo turco - Akkerman
Tra il 1503 e il 1806, durante il dominio ottomano, la città cambiò ancora il suo nome e questa volta fu quello turco di Akkerman, che in turco significa sempre "fortezza bianca"; questo toponimo è tuttora vivo nell'uso popolare.
Periodo rumeno - Cetatea Albă
Nel 1918, con l'annessione alla Romania, il nome mutò nuovamente nel rumeno Cetatea Albă ("fortezza bianca"), nome entrato nell'uso comune dopo la stipula della convenzione di Akkerman del 7 ottobre 1826..
Periodo russo - Belgorod-Dnestrovskij
Dal 1940 al 1991, in seguito all'incorporazione della Bessarabia nell'Unione Sovietica, e in particolare nella Repubblica Socialista Sovietica Ucraina, la città venne denominata in russo Belgorod-Dnestrovskij, che significa "città bianca sul Dnestr".
Periodo attuale - Bilhorod-Dnistrovs'kyj
Dopo il crollo dell'Unione Sovietica e l'inizio dell'indipendenza ucraina, la città venne denominata Bilhorod-Dnistrovs'kyj, il nome ucraino attuale, che ha lo stesso significato del precedente.
Il termine ucraino "Dnistrovs'kyj" (così come il corrispettivo russo "Dnestrovskij"), significa "sul fiume Dnestr", ed è presente nella denominazione ufficiale per distinguere la città dall'omonima Belgorod, centro urbano della Russia europea occidentale, sul fiume Donec.
Il nome Akkerman, che ha indicato la città dal 1503 (anno in cui passò all'Impero ottomano) al 1806, è ancora ampiamente utilizzato nel discorso informale.

## Storia

### Età antica

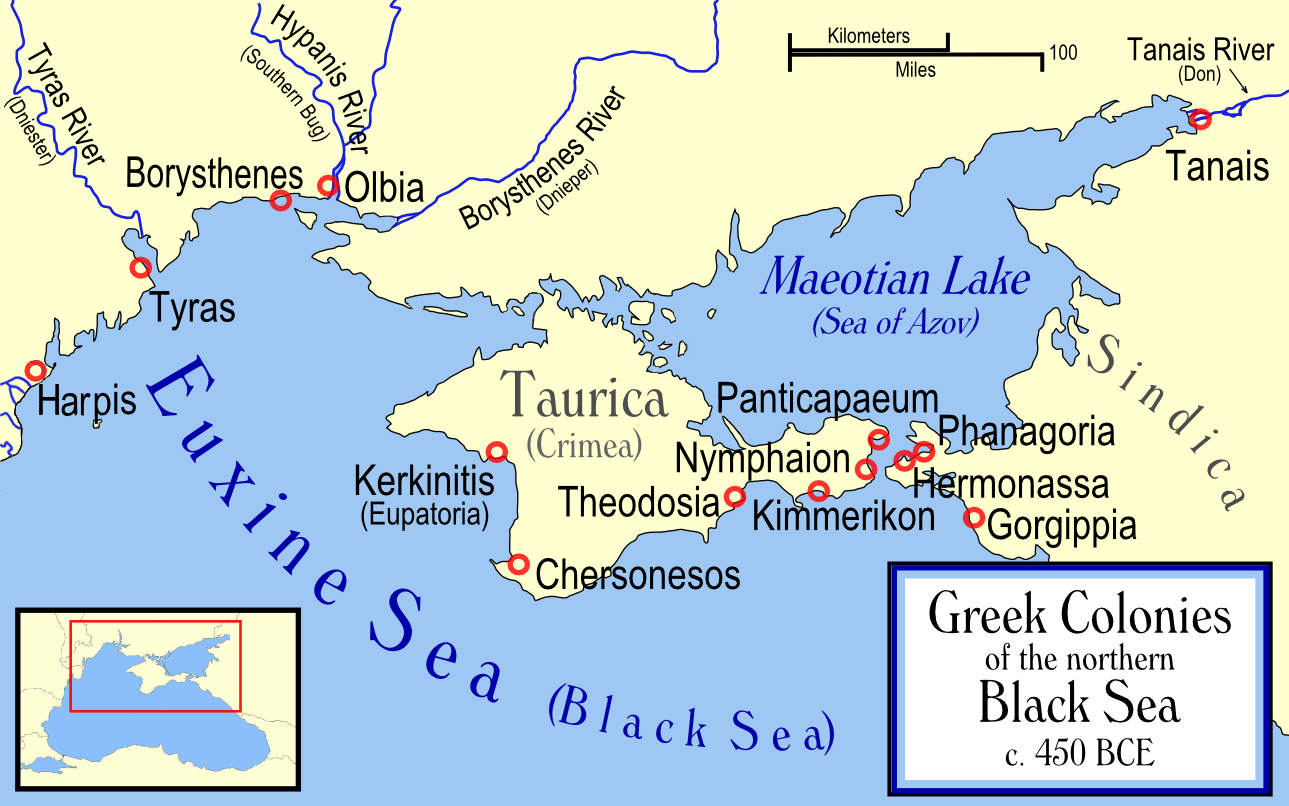
La colonia greca di Tyras nel contesto del Ponto Eusino

La città fu fondata verso la metà del VII secolo a.C. da coloni greci provenienti da Mileto sulle sponde del fiume Tyras e fu nota sin da allora sia come Ofiussa che come Tyras. Nel 444 a.C. la città sarebbe entrata a far parte della lega delio-attica. Fu particolarmente florida tra il IV e il III secolo a.C. grazie prevalentemente all'agricoltura, all'allevamento e alla pesca, finendo nella sfera di protezione del diadoco Lisimaco e venendo poi, forse, sottomessa da Mitridate.
Soffrì particolarmente la pressione dei Sarmati e fu saccheggiata dai Geti intorno al 50 a.C., rimanendo gravemente danneggiata fino all'incorporazione nell'Impero romano, nel quale fu inclusa sotto Claudio nella Mesia inferiore. Fu saccheggiata dai Goti nel 238 mentre negli anni '70 del IV secolo fu distrutta dagli Unni.

### Medioevo
La città sarebbe risorta prima del X secolo come fortezza parte di un più articolato sistema di difesa allestito dall'Impero bizantino lungo i propri confini, ma de facto sarebbe stata prevalentemente un avamposto di pirati peceneghi e fu conquistata nel 1241 dai Tatari; San Giovanni il Nuovo fu martirizzato nella città tra il 1330 e il 1332, mentre la città era ancora sotto il dominio tataro. Sotto i Paleologi aumentò l'influenza delle repubbliche marinare nel mar Nero e si ritiene che Tyras, divenuta nota come Maurocastro, Moncastro o Montecastro, divenne colonia di Genova prima di Chilia e comunque entro il 1400.
Passò nel 1410 al Principato di Moldavia sotto Alessandro il Buono, anche se non è noto a quali termini, ma la presenza di genovesi in città rimase piuttosto alta, tanto che nel 1445 il cronista francese Jean de Wavrin era convinto che la città fosse ancora possedimento di Genova; sotto il dominio moldavo la città iniziò a divenire nota col nome di Cetatea-Albă. Per la sua posizione privilegiata sul mar Nero la città attirò le mire sia del Regno di Polonia, che ebbe comunque la possibilità di intrattenere fitti commerci tra Leopoli, Pera e Caffa, che soprattutto dell'Impero ottomano; il primo attacco ottomano fu nel 1419 e nel 1438 i moldavi reagirono fortificando la città e realizzando la sua celebre fortezza. Un nuovo fallimentare tentativo fu effettuato da una flotta ottomana nel 1454 ma nel 1484 i moldavi, privati del supporto degli ungheresi di Mattia Corvino, non poterono impedire la presa ottomana di Chilia e Cetatea-Albă. Nel 1485 i moldavi tentarono di riconquistare la città col supporto dei polacchi mentre nel 1497 i polacchi tentarono nuovamente la riconquista della città, che fu definitivamente ceduta agli ottomani col trattato di Costantinopoli nel 1503, divenendo nota come Akkerman.

### Età moderna

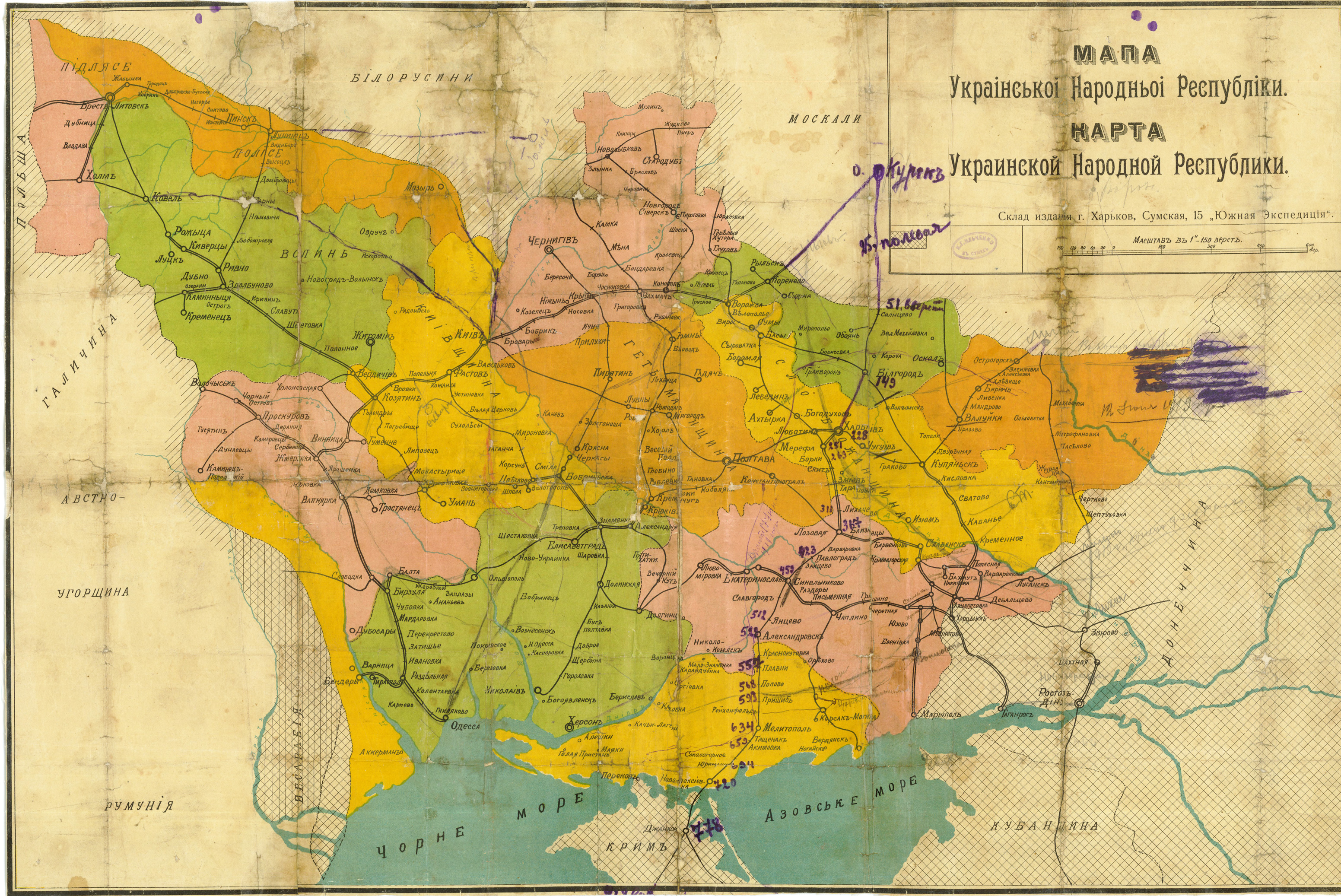
La città, indicata come Akkerman, in una cartina del 1918 della Repubblica Popolare Ucraina

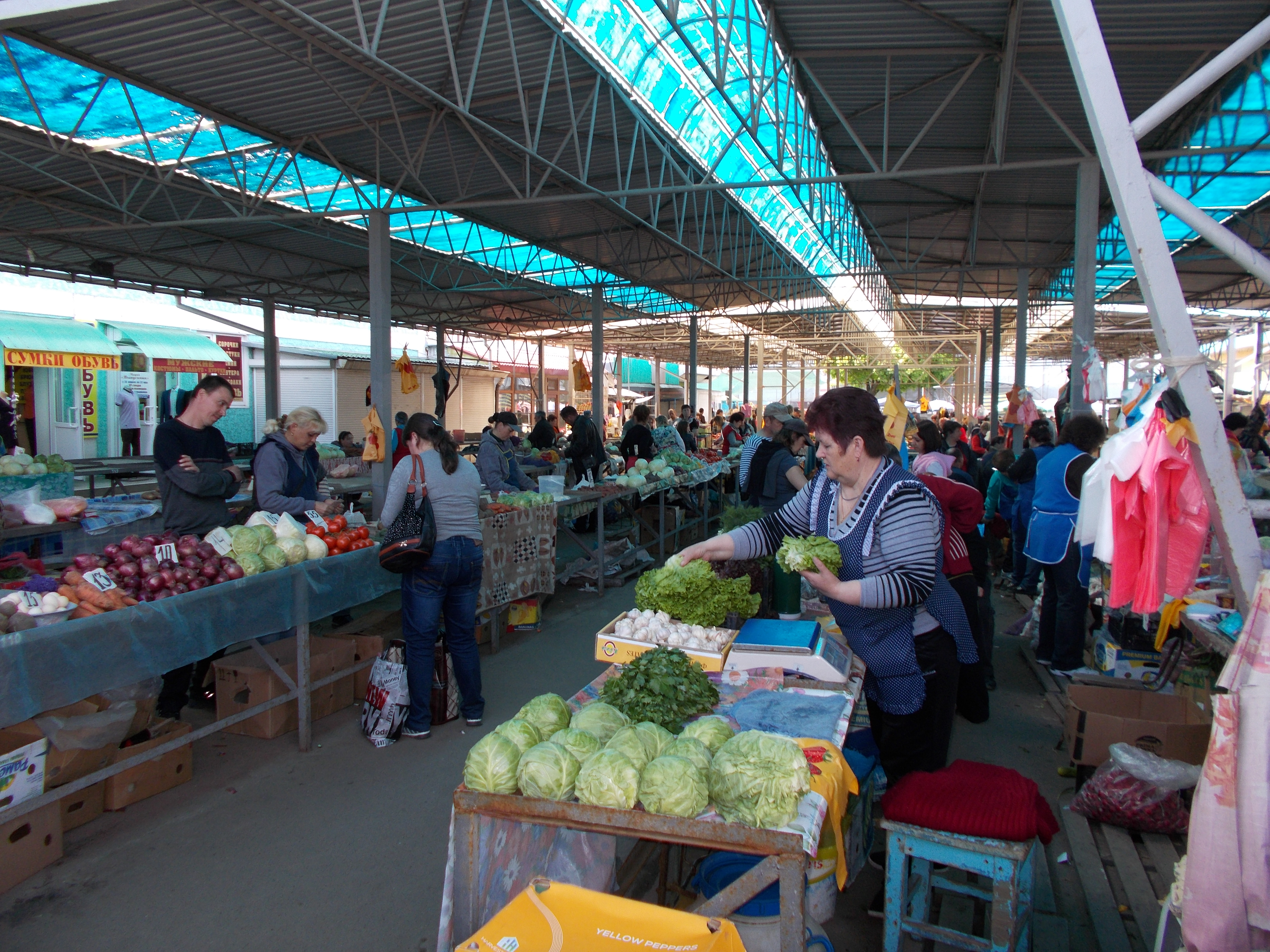
Il mercato cittadino, sulla via Mykolaïvs'ka (Вулиця Миколаївська)

Nel 1583 e nel 1595 la città fu saccheggiata dai cosacchi mentre nel 1620 e nel 1686 vi furono due ulteriori fallimentari tentativi dell'alleanza moldavo-polacca di strappare Akkerman agli ottomani. Nel 1770 fu conquistata una prima volta dall'Impero russo, venendo restituita all'Impero Ottomano in seguito al trattato di Küçük Kaynarca del 1774, e poi nuovamente nel 1789, venendo restituita col trattato di Iași del 1792.

### Età contemporanea
Nel 1806 la città venne definitivamente ceduta all'Impero russo insieme a Chotyn, Tighina e Chilia, con il trattato di Bucarest del 1812. I Russi distrussero la fortezza di Ovidiopol', sita sulla sponda opposta del liman del Dnestr, mentre fortificarono quella di Akkerman, che fu tuttavia abbandonata nel 1822. Nel 1826 vi fu firmata la Convenzione di Akkerman.
Durante la Rivoluzione russa, Akkerman fu alternativamente sotto il controllo della Repubblica Popolare Ucraina e delle truppe fedeli al governo della Russia sovietica. Inoltre, la città e il distretto circostante furono rivendicati anche dalla Repubblica Democratica Moldava, che tuttavia non aveva mezzi per far valere tale affermazioni. La città fu occupata dall'esercito rumeno il 9 marzo 1918, dopo pesanti combattimenti con le truppe locali guidate dai bolscevichi. L'integrazione formale avvenne in quel mese, quando un'assemblea della Repubblica Democratica Moldava proclamò l'intera Bessarabia unita alla Romania.
La Romania cedette la città all'Unione Sovietica il 28 giugno 1940, dopo l'ultimatum sovietico del 1940; in quell'occasione, i rumeni della città vennero deportati in Kazakistan. La Romania riguadagnò il potere sulla città il 28 luglio 1941, durante l'invasione dell'URSS da parte delle forze dell'Asse nel corso della seconda guerra mondiale. Nel 1941, gli ebrei della città vennero deportati in Transnistria.
Rimase entro i confini rumeni fino al 22 agosto 1944, quando l'Armata Rossa occupò nuovamente la città. I sovietici divisero in due parti la Bessarabia, e il settore meridionale (inclusa Bilhorod) entrò a far parte della Repubblica Socialista Sovietica Ucraina, mentre quello settentrionale venne integrato nella Repubblica Socialista Sovietica Moldava. Dopo l'integrazione nell'Unione Sovietica, i sacerdoti e alcuni fedeli ortodossi della città vennero deportati in Siberia. Il 9 agosto 1944, il nome della città venne cambiato con decreto del Presidium del Soviet Supremo dell'URSS, che decise di tornare alla denominazione precedente, Belgorod, aggiungendovi la designazione Dnestrovskij, per distinguerlo dalla Belgorod russa, situata a 42 chilometri dal confine con l'Ucraina.
Nel 1991, con la dissoluzione dell'Unione Sovietica, la città entrò a far parte dell'Ucraina indipendente. Nel 1999 la città ha celebrato i 2500 anni dalla fondazione.

## Monumenti e luoghi d'interesse

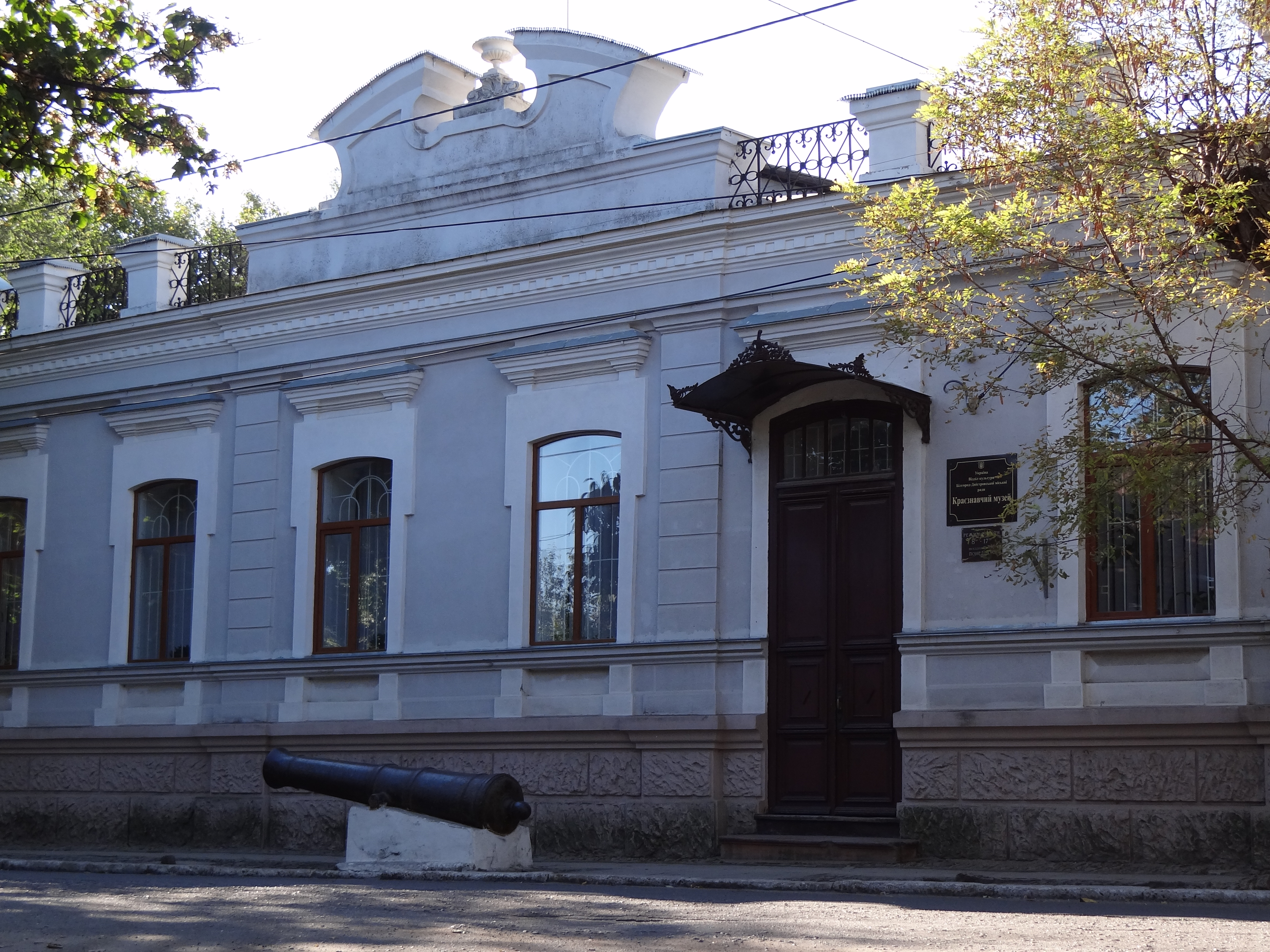
Il Museo delle tradizioni locali

### Musei
Museo delle tradizioni locali
Il Museo delle tradizioni locali (Kраєзнавчий музей - Krajeznavčyj muzej) è stato fondato nel 1940 e si articola in nove sale, in cui vengono presentati materiali sulla storia dell'insediamento della regione. Fu inaugurato il 23 novembre 1940 con una risoluzione del Comitato popolare della Repubblica Socialista Sovietica Ucraina, dopo che la città fu conquistata dall'Unione Sovietica e la città divenne il capoluogo dell'oblast' di Akkerman. I reperti più antichi del museo sono stati rinvenuti durante gli scavi condotti a partire dal 1900 all'interno e nei pressi della fortezza di Akkerman, che hanno riportato alla luce i resti dell'antica città di Tyras

### Architetture religiose
Le architetture sacre della città rispecchiano la presenza in città di varie confessioni religiose e la multiculturalità che ne caratterizza la storia.
Cattedrale dell'Ascensione.

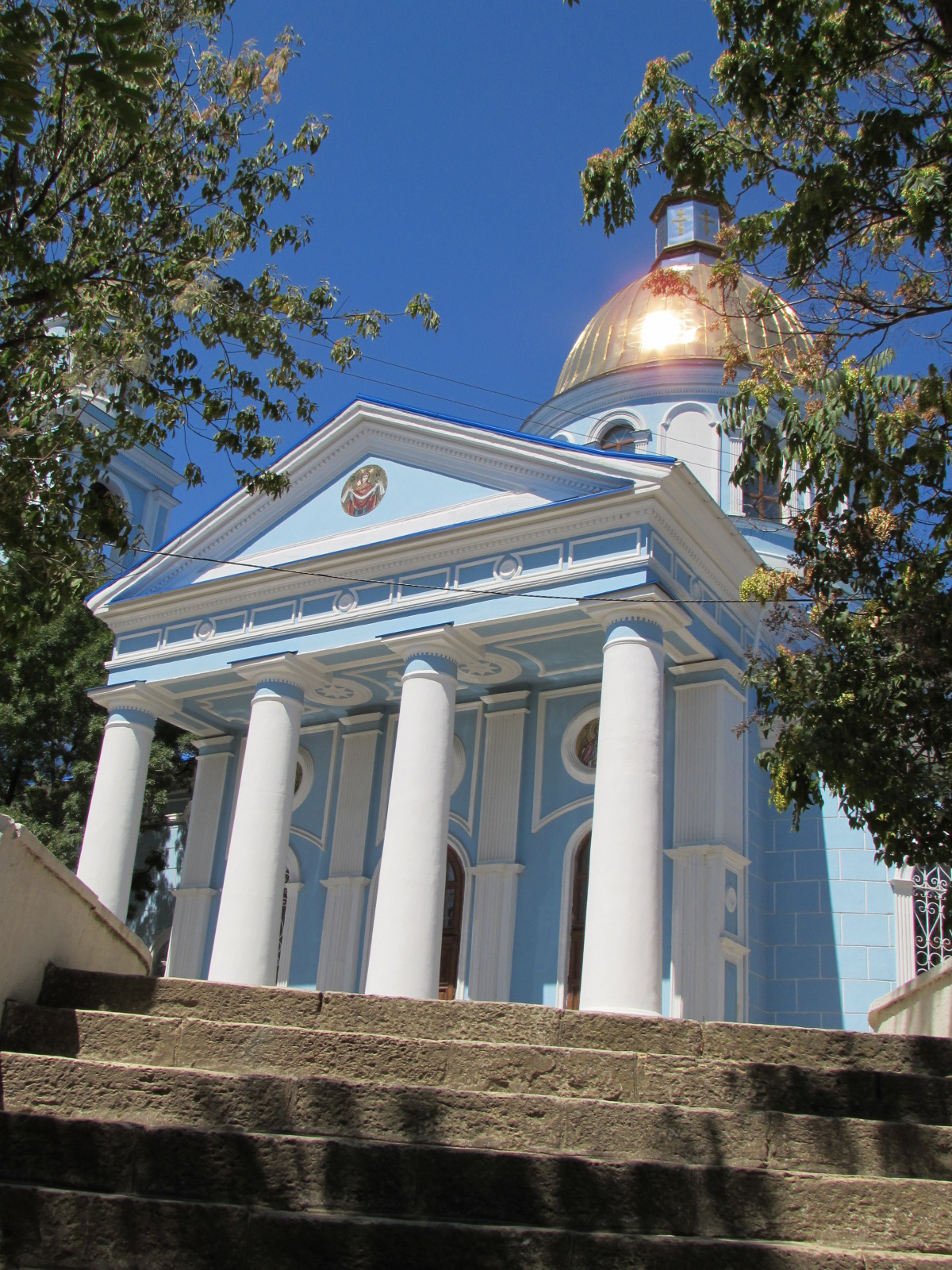
La Cattedrale dell'Ascensione

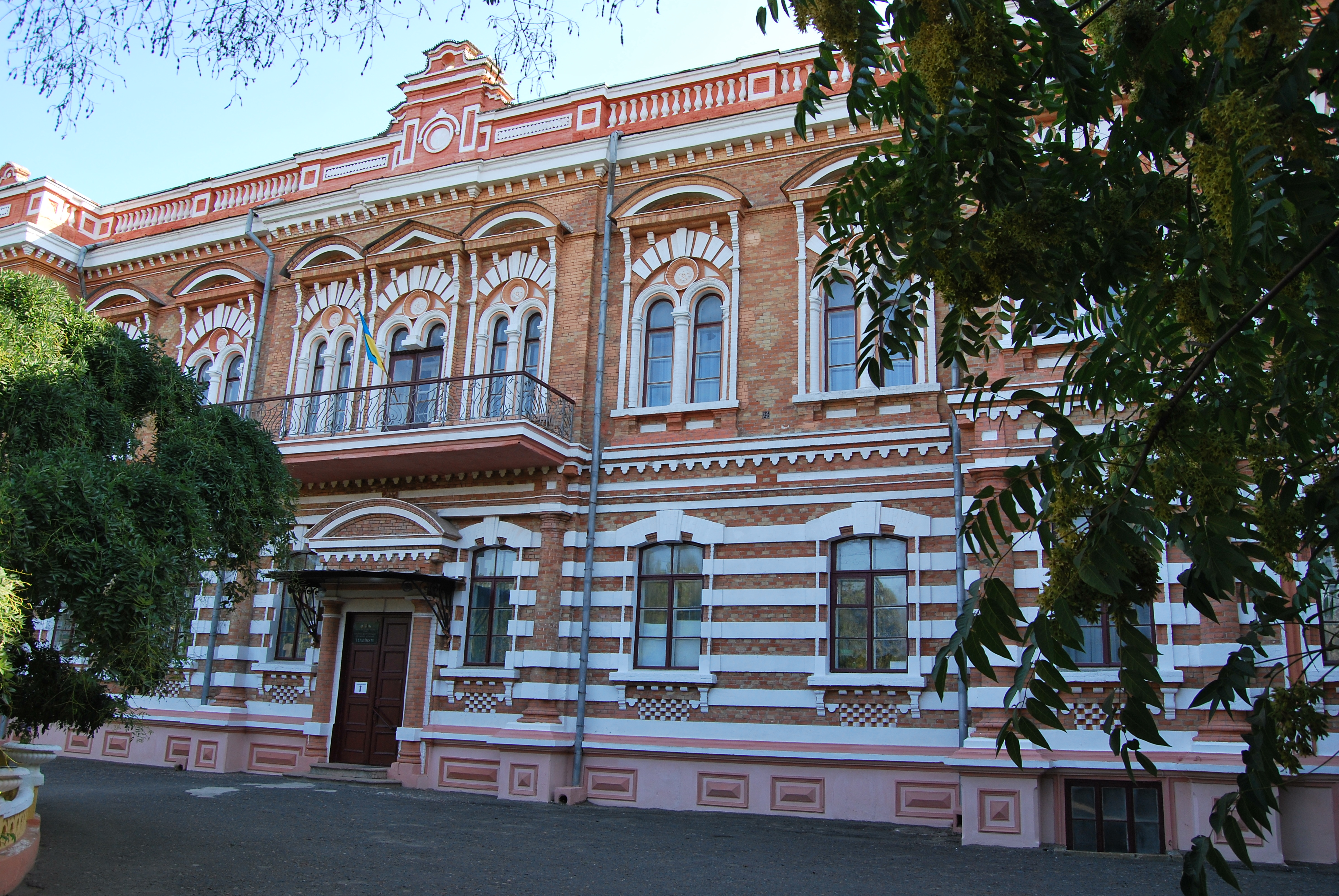
Edificio in stile eclettico dei primissimi anni del Novecento, costruito in onore del 300º anniversario del regno della Casa dei Romanov e che dal 1944 è la sede dell'istituto tecnico agrario.

La Cattedrale dell'Ascensione (Вознесенський собор - Voznesens'kyj sobor) fu costruita tra il 1815 e il 1832 su un'altura posta nel centro della città, grazie a donazioni di fedeli e su progetto dell'architetto Fëdor Maljavins'kyj, sepolto sotto l'altare della cattedrale. È il tempio più grande della città. Precedentemente, nel luogo si estendeva un antico cimitero turco. I lavori di costruzione iniziarono nel 1815. Inizialmente, il tempio aveva pianta basilicale, ma nel 1830 furono aggiunti tre portici con quattro colonne e la cattedrale acquisì l'aspetto di una croce, tipico del classicismo russo.
Nel 1971 le pareti e la cupola della cattedrale furono dipinte dalla famiglia dell'artista Piskarev e da un gruppo di artisti moscoviti. Adiacente alla cattedrale si trovava il campanile, alto 40 m, crollato nel 2004 e in fase di ricostruzione. Nelle adiacenze è stata costruita una cappella in onore del 2000º anniversario della Natività di Cristo.
Chiesa greca di San Giovanni Battista
La chiesa greca di San Giovanni Battista (Грецька церква Св. Івана Хрестителя - Hrec'ka cerkva Sv. Ivana Chrestytelja) sorge sul luogo di un precedente omonimo edificio sacro che risale, secondo varie fonti, al periodo a cavallo tra il XIII e il XIV secolo. Danneggiata nel XV secolo e restaurata nel XVI, fu ricostruita a metà dell'Ottocento. La chiesa fu la residenza dell'esarca bizantino nel principato di Moldavia. Nonostante le sue dimensioni modeste, la chiesa ha un aspetto massiccio e rappresenta una tipologia di edificio religioso poco comune nel patrimonio architettonico dell'Ucraina. Nel 1994 la chiesa e la cappella passarono alla Chiesa ortodossa ucraina.
Chiesa armena della Dormizione della Santa Madre di Dio.
La chiesa armena della Dormizione della Santa Madre di Dio (Вірменська церква Успіння Пресвятою Богородиці - Virmens'ka cerkva Uspinnja Presvjatoju Bohorodyci) è caratteristica perché è parzialmente sotterranea. È stata costruita anteriormente al 1384 ed è uno dei più antichi edifici religiosi della regione di Odessa. Inizialmente, sembra fosse stata costruita dai Greci come monastero e che solo successivamente, forse nel XVI secolo, passò alla diaspora armena. Nei dintorni è stata trasferita una cripta sarmata, del III secolo d.C., tomba in pietra rinvenuta in una cava alla periferia della città. In epoca sovietica, i locali della chiesa servirono come museo dell'ateismo e planetario. Il fatto di avere l'interno al di sotto del livello stradale è dovuto al fatto che fu costruita durante la dominazione ottomana e in quel periodo non era proibita l'edificazione di chiese cristiane, a patto che non superassero la moschea più bassa.
Chiesa bulgara di San Giorgio
La chiesa bulgara di San Giorgio (Свято-Георгіївська церква Svjato-Heorhiïvs'ka cerkva), con la sua cupola dorata, è un'ulteriore prova della multinazionalità della città. Fu costruita nella prima metà del XIX secolo su progetto dell'architetto Zauškevič. Durante il periodo sovietico la chiesa fu semidistrutta e quando l'Ucraina ottenne l’indipendenza, si iniziò la sua ricostruzione.
Chiesa di San Nicola
La chiesa di San Nicola (Миколаївська церква - Mykolaïvs'ka cerkva) fu costruita a spese del commerciante Gerasim Ovčinnikov nel 1867.
Sinagoga corale
Come molte città commerciali, Bilhorod ha da tempo una grande comunità ebraica. Questa sinagoga (Хоральна Синагога - Choral'na Sinahoha), l'unica oggi attiva, durante il periodo sovietico era stata trasformata in una palestra. Il rotolo della Torah presente oggi nella sinagoga è stato trasferito da Odessa da un certo rabbino Gisser, perché quello che un tempo si trovava nella sinagoga scomparve durante la Seconda guerra mondiale. Secondo gli anziani del luogo, il rotolo della Torah conservato nel museo locale, sarebbe quello che una volta era nella sinagoga, ma non esistono fonti scritte al riguardo.

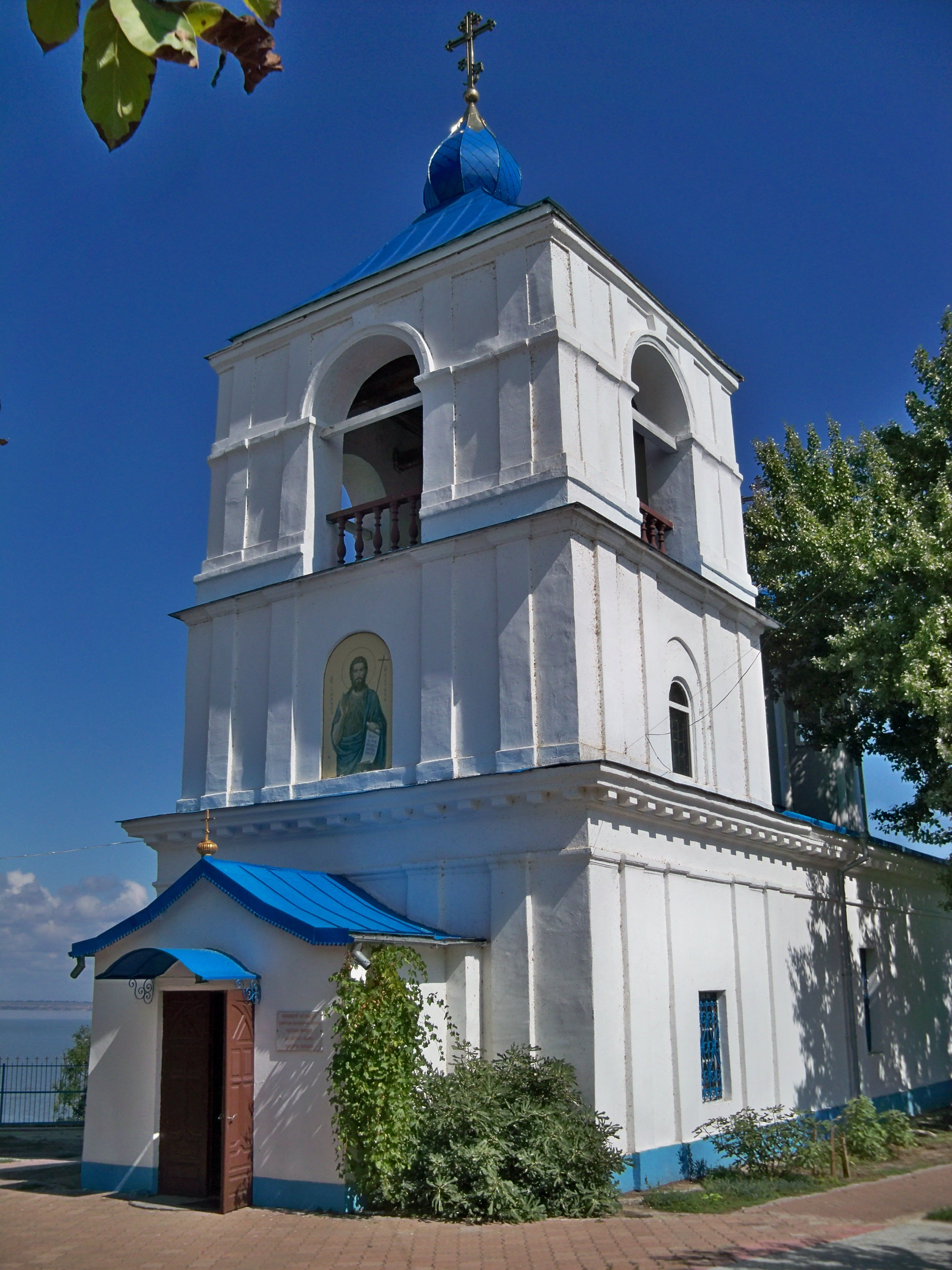
La chiesa greca di San Giovanni Battista
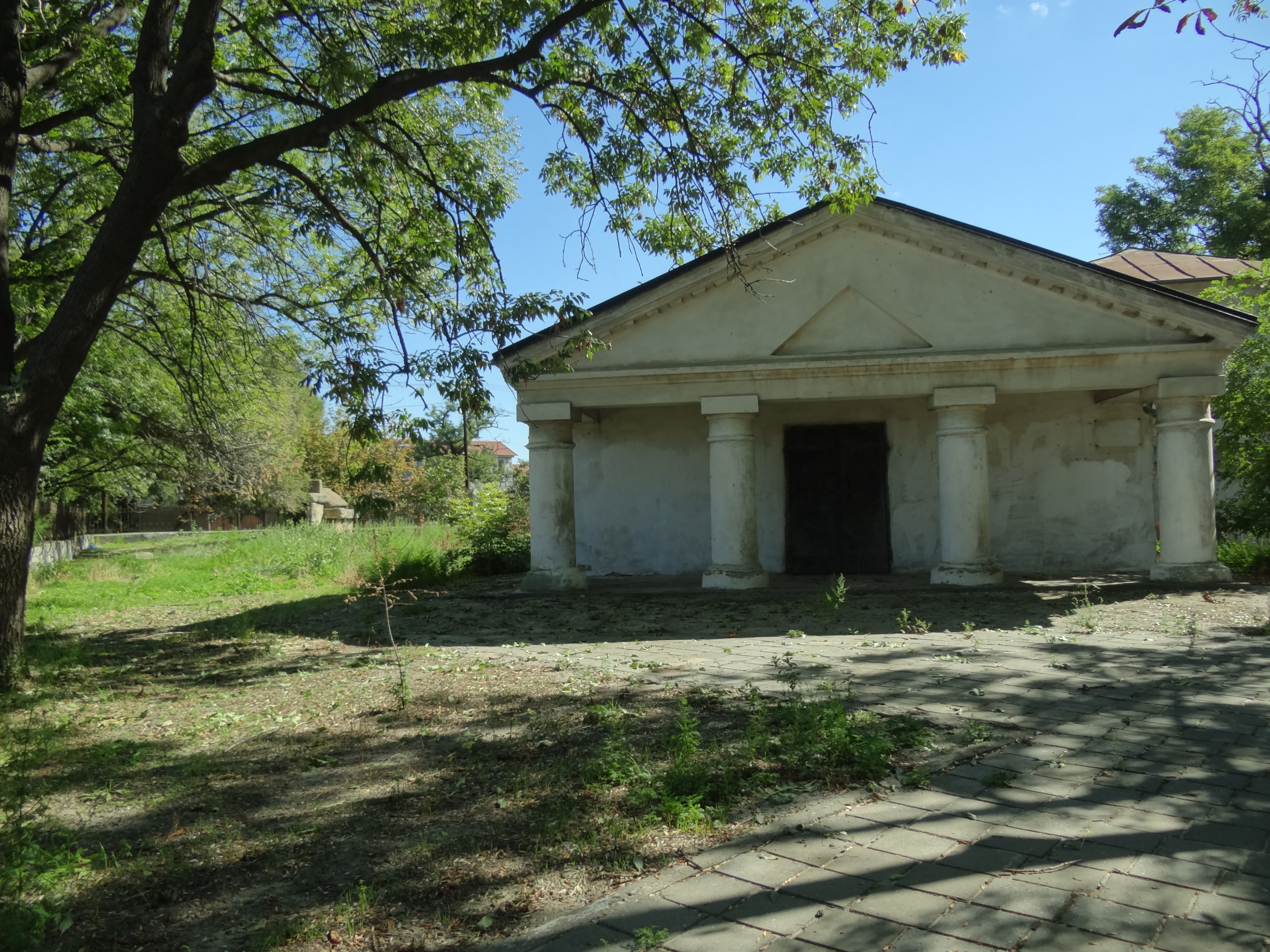
La chiesa armena della Dormizione della Santa Madre di Dio
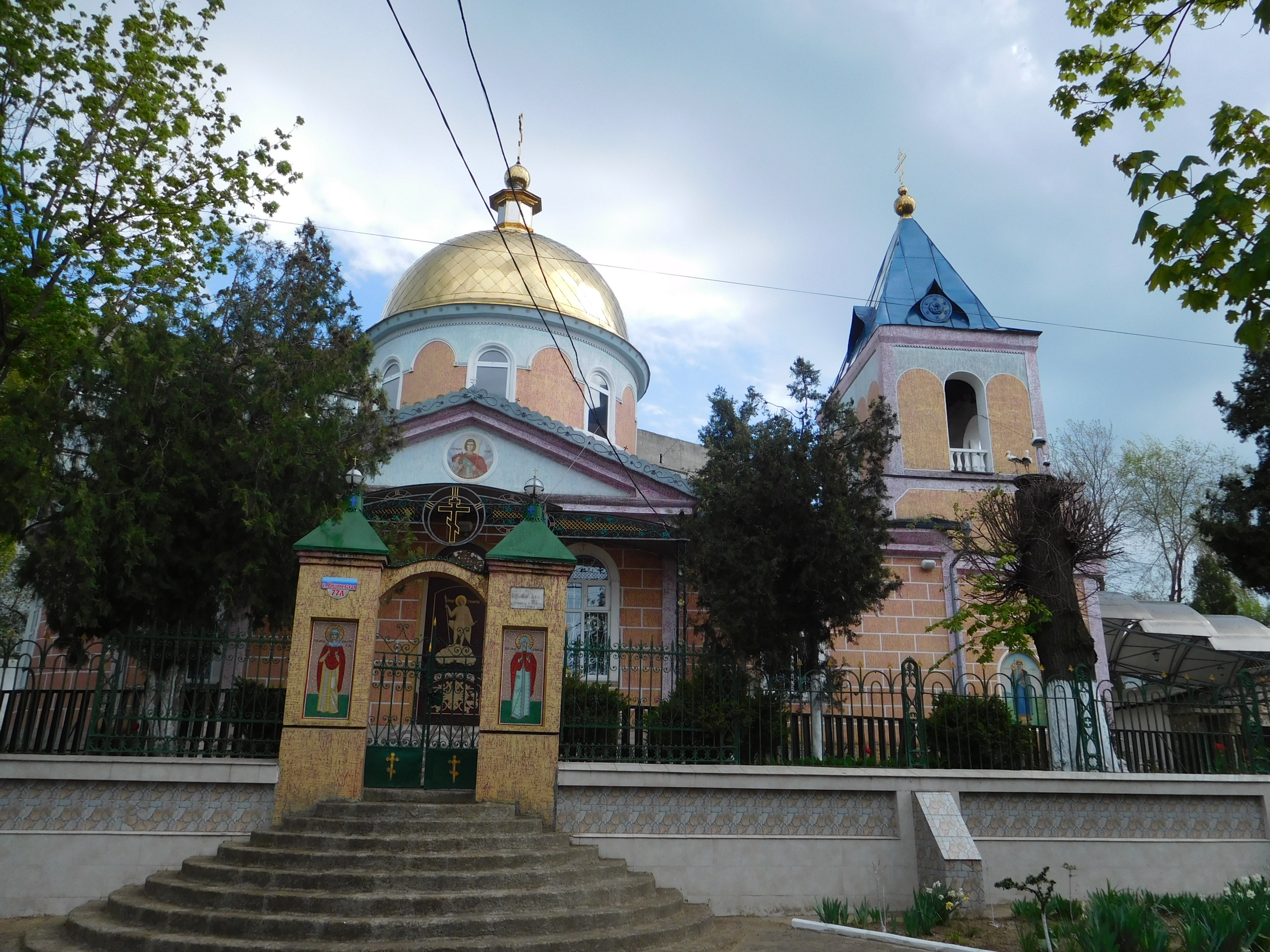
La chiesa bulgara di San Giorgio
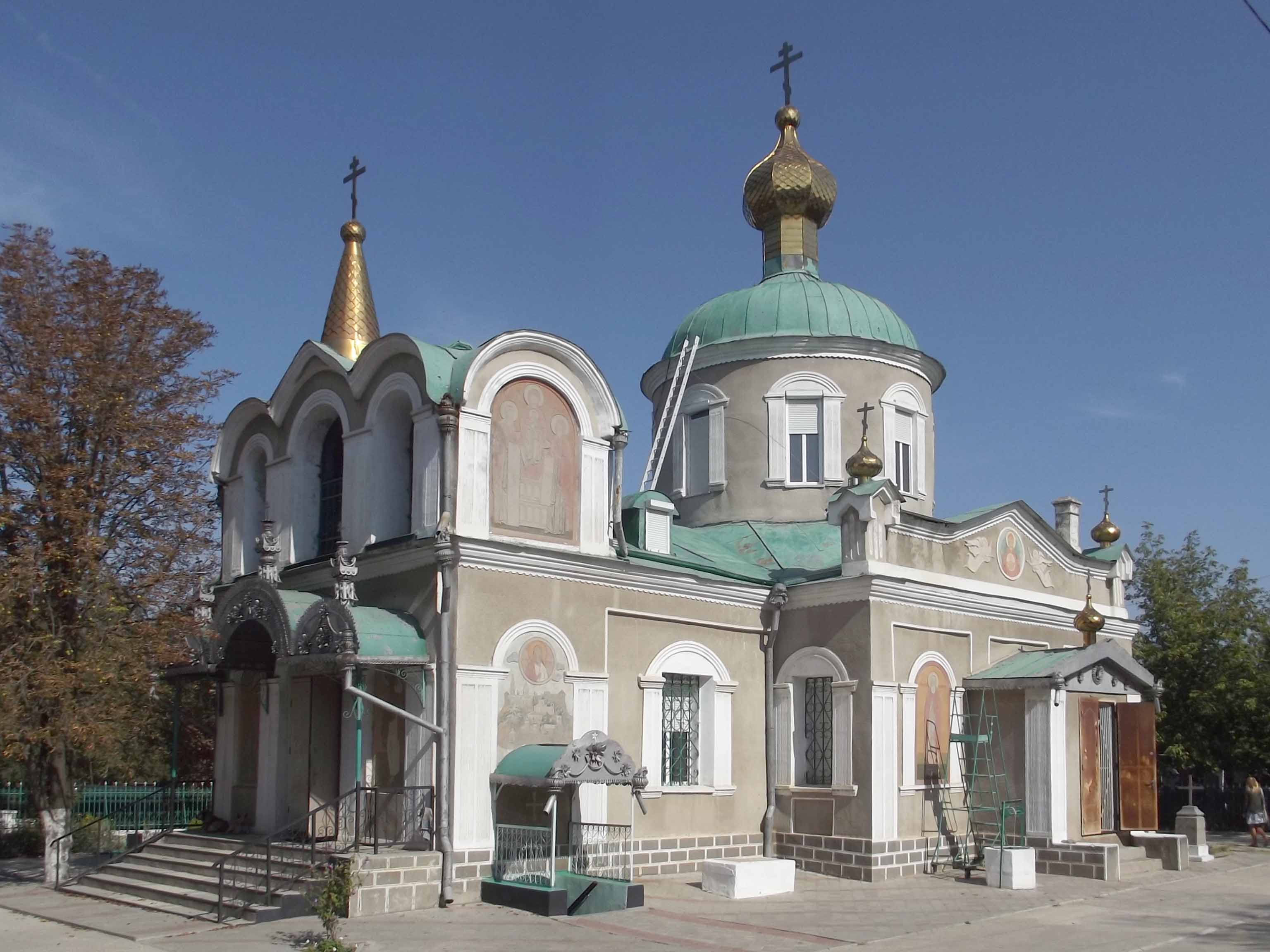
La chiesa di San Nicola
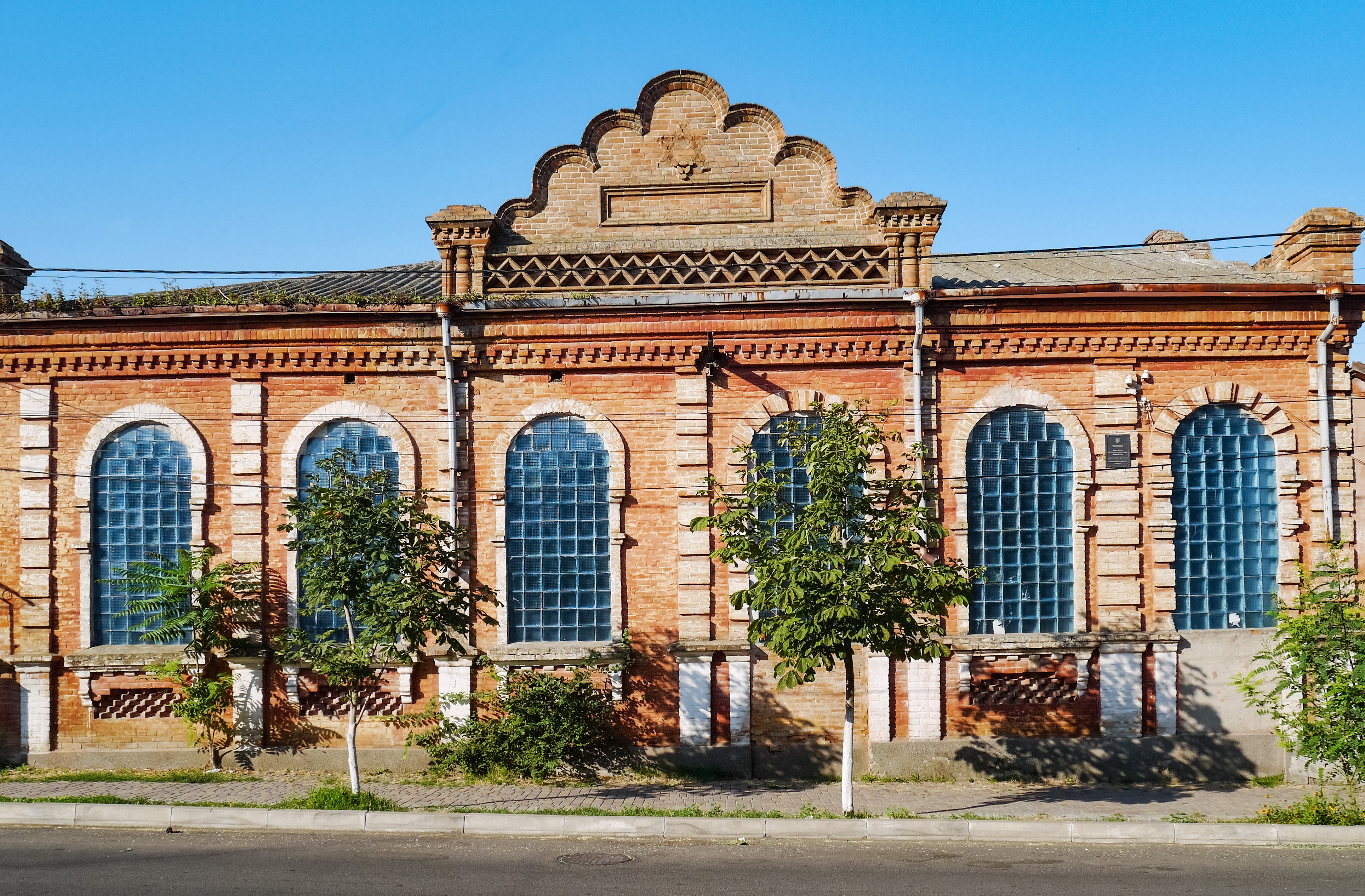
La Sinagoga corale

### Monumenti commemorativi
Stele della Vittoria.
La Stele della Vittoria (Cтела з Перемога Stela z Peremoha) sorge al centro del Parco della Vittoria (Парк Перемоги, Park Peremohy) ed è sormontata da una stella rossa. Fu eretta in occasione del 20º anniversario della liberazione della città dai nazisti. L'iscrizione russa alla base significa: "1941-1945 - gloria eterna agli eroi della grande guerra patriottica" (вечная слава героям отечественной воины - večnaja slava gerojam otečestvennoj voiny). "Grande guerra patriottica" è l'espressione russa per indicare la Seconda guerra mondiale. La scritta e la stella rossa testimoniano il periodo in cui l'Ucraina era una repubblica sovietica. Nell'estate del 1951 venne costruito l'ingresso monumentale al parco della Vittoria.
Memoriale della Gloria.
Il Memoriale della Gloria (Меморіал Слави - Memorial Slavy) fu eretto in onore dei liberatori della città di Bilhorod-Dnistrovs'kyj, sorge nel Parco della gloria militare e si specchia nelle acque del liman. Il memoriale è stato inaugurato nel maggio 1975. Qui furono trasferite le spoglie dei soldati morti durante la liberazione della città. L'elemento principale è un alto obelisco, costruito con la pietra labradorite; è infatti caratterizzato da una particolare iridescenza. Da qualche anno è stata rimossa la stella in bronzo che serviva da base ad una fiamma

### Architetture militari

#### La fortezza (Akkermans'ka fortecja)

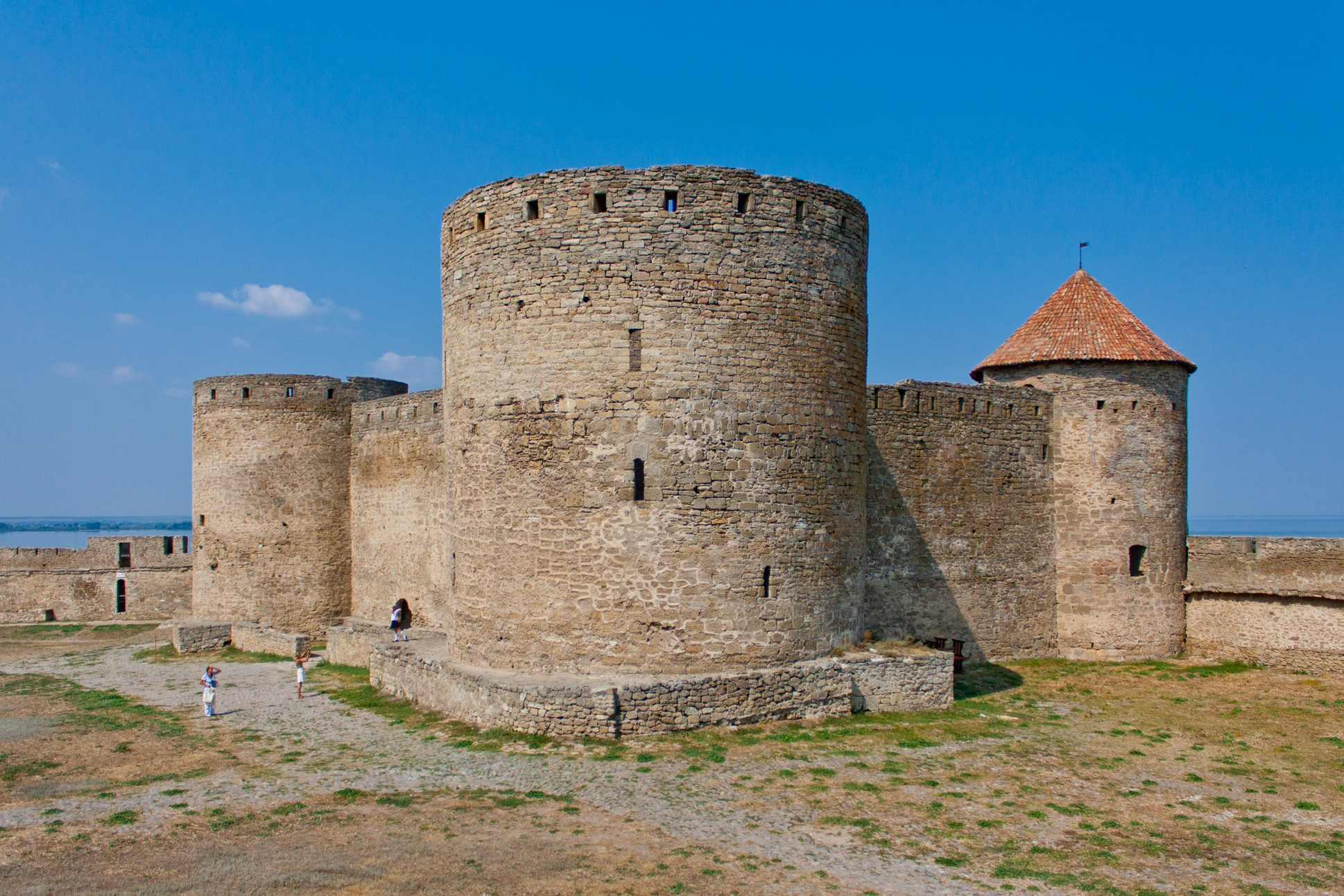
Corpo centrale della fortezza

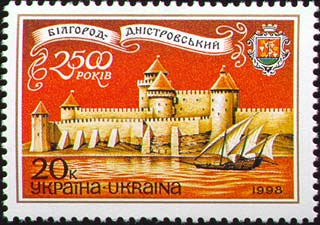
La fortezza riprodotta in un francobollo ucraino

La fortezza di Bilhorod-Dnistrovs'kyj è conosciuta localmente semplicemente come Fortecja o Akkermans'ka fortecja (Аккерманська фортеця), ossia "fortezza di Akkerman". Sorge a ridosso della riva del liman del Dnestr ed è il monumento principale della città. Fu costruita nel XIII secolo dal khan Berke dell'Orda d'Oro; nel XIV secolo i genovesi ricevettero il diritto di utilizzare la fortezza come centro commerciale fortificato, a cui diedero il nome di Maurocastro. A metà del XIV secolo, dopo la perdita dei territori del liman del Dnestr da parte dell'Orda d'Oro, la fortezza passò sotto il controllo dei principi Moldavi e i genovesi persero il diritto di utilizzo. Fu ripetutamente attaccata: tre volte dagli Ottomani, sia, dopo la conquista ottomana, da parte di contingenti cosacchi. Nel 1832 la fortezza di Akkerman smise di essere utilizzata come struttura militare. Negli anni '70 la fortezza fu utilizzata attivamente come set cinematografico; in particolare, nel 1975 qui fu girato il lungometraggio televisivo sovietico in tre parti "Il Capitano Nemo" (Капитан Немо), del regista Vasilij Nikolaevič Levin. Inoltre, diverse leggende popolari hanno come sfondo la Fortecja e soprattutto le sue torri.
Vi si accede mediante tre porte, una delle quali con ponte levatoio. La superficie totale della fortezza è di nove ettari; la pianta è un poligono irregolare. È circondata da un muro massiccio, il cui perimetro misura circa due chilometri e lungo il quale sorgono ben ventisei torri, quattordici delle quali sono state trasformate in bastioni e semibastioni e quindi adattate per potervi installare cannoni. Alcune torri hanno un proprio nome: Torre di Guardia (Сторожевая башня - Storoževaja bašnja), Torre di Ovidio (башня Овидия - bašnja Ovidija) o della Fanciulla (Девичья - Devič'ja), Torre di Puškin (башня Пушкина - bašnja Puškina); questi nomi riflettono le tradizioni e le leggende locali, come quella dell'esilio a Bilhorod del poeta latino Ovidio.
Sotto alla fortezza vi è un'estesa rete di sotterranei. Il vasto cortile interno copre circa un ettaro, e in parte è corrispondente all'antica città di Tyras; nella sua area si trova ancora un minareto in rovina, residuo della moschea costruita dalla guarnigione ottomana.
La fortezza è teatro di rievocazioni storiche medievali, durante le quali vengono ricostruiti insediamenti militari, combattimenti cavallereschi e danze medievali
In epoca sovietica, le iscrizioni dei governanti moldavi e le armi scolpite del Principato di Moldavia, sopra la porta principale della fortezza, sono stati rimossi come "simbolo del feudalesimo" e l'incavo nel muro ove si trovavano è oggi mascherato da uno stendardo della moderna città ucraina di Bilhorod-Dnistrov'skyj.

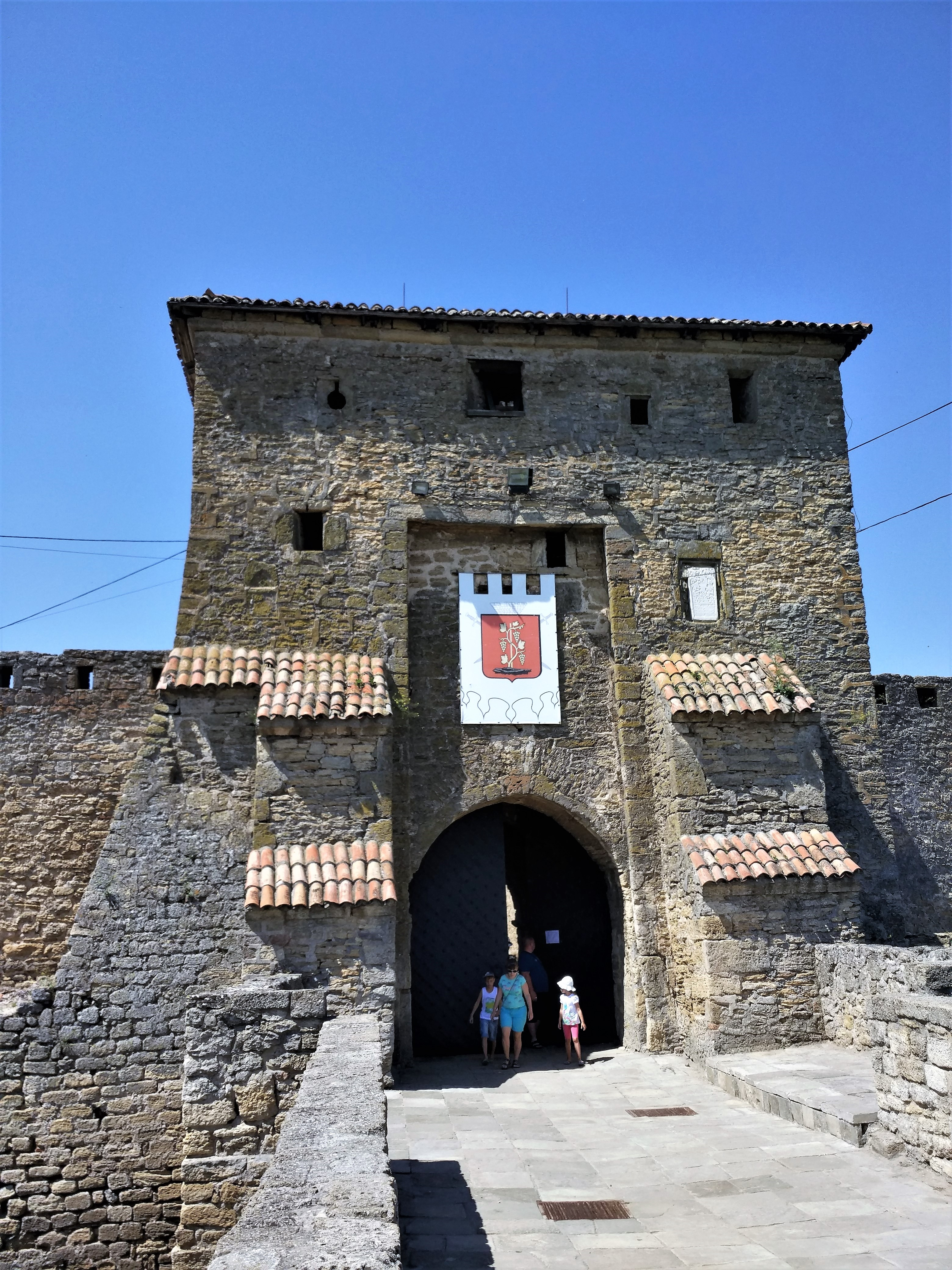
L'ingresso della Fortezza
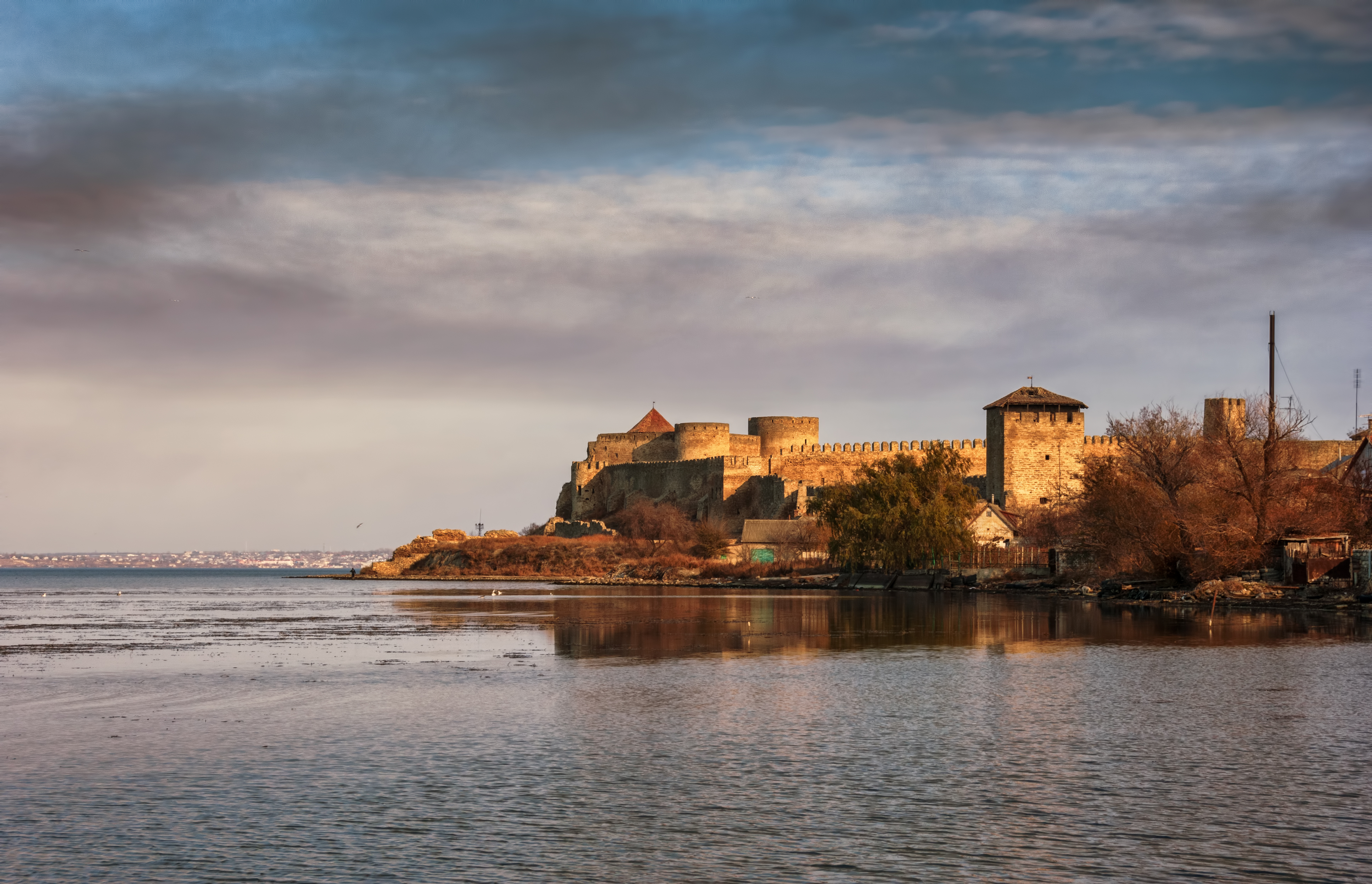
La Fortezza vista dal Liman
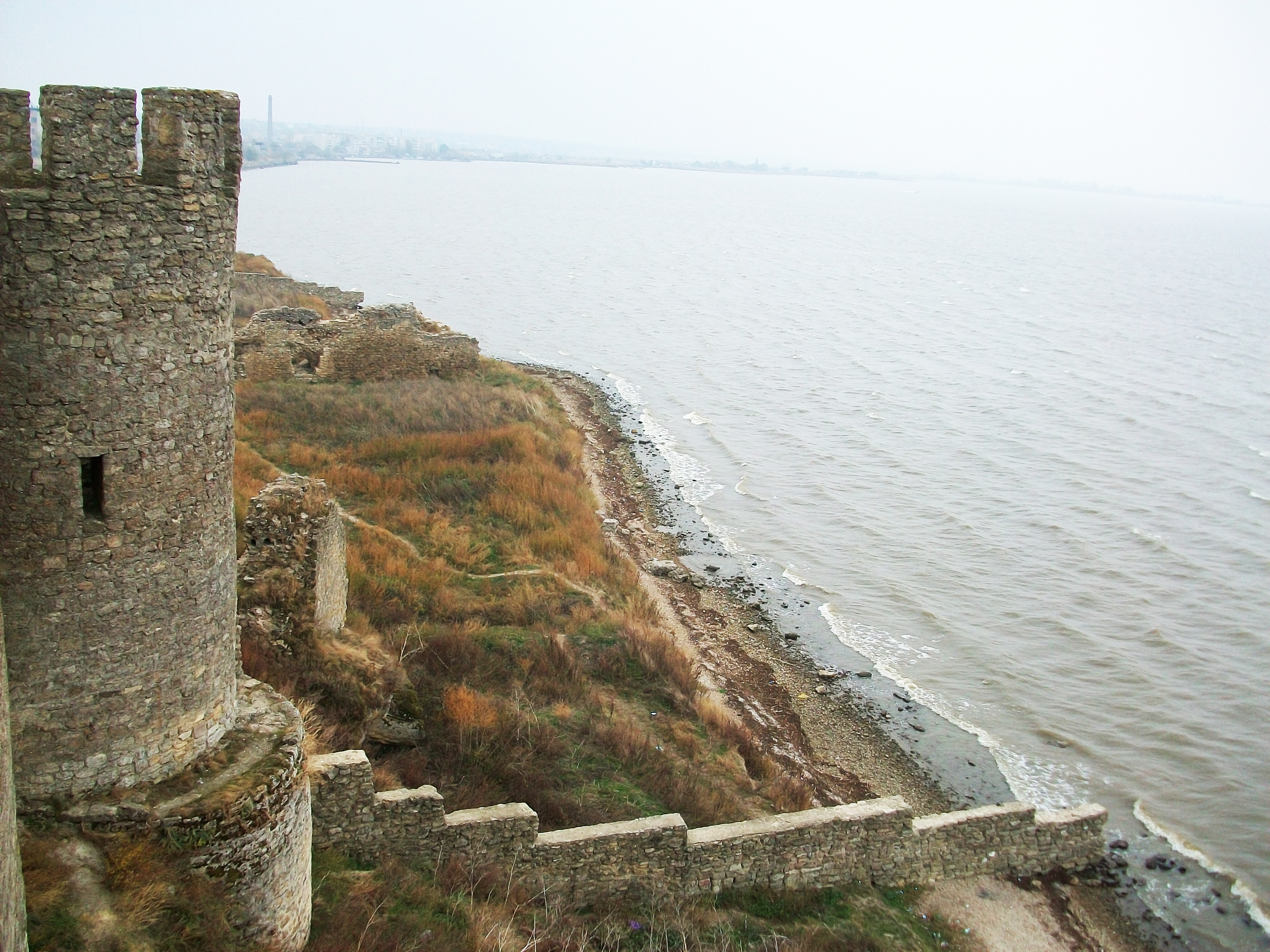
Veduta del liman dalla Fortezza
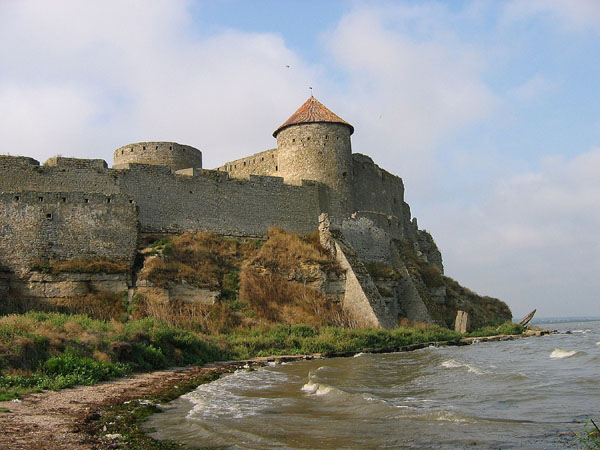
Veduta della Fortezza
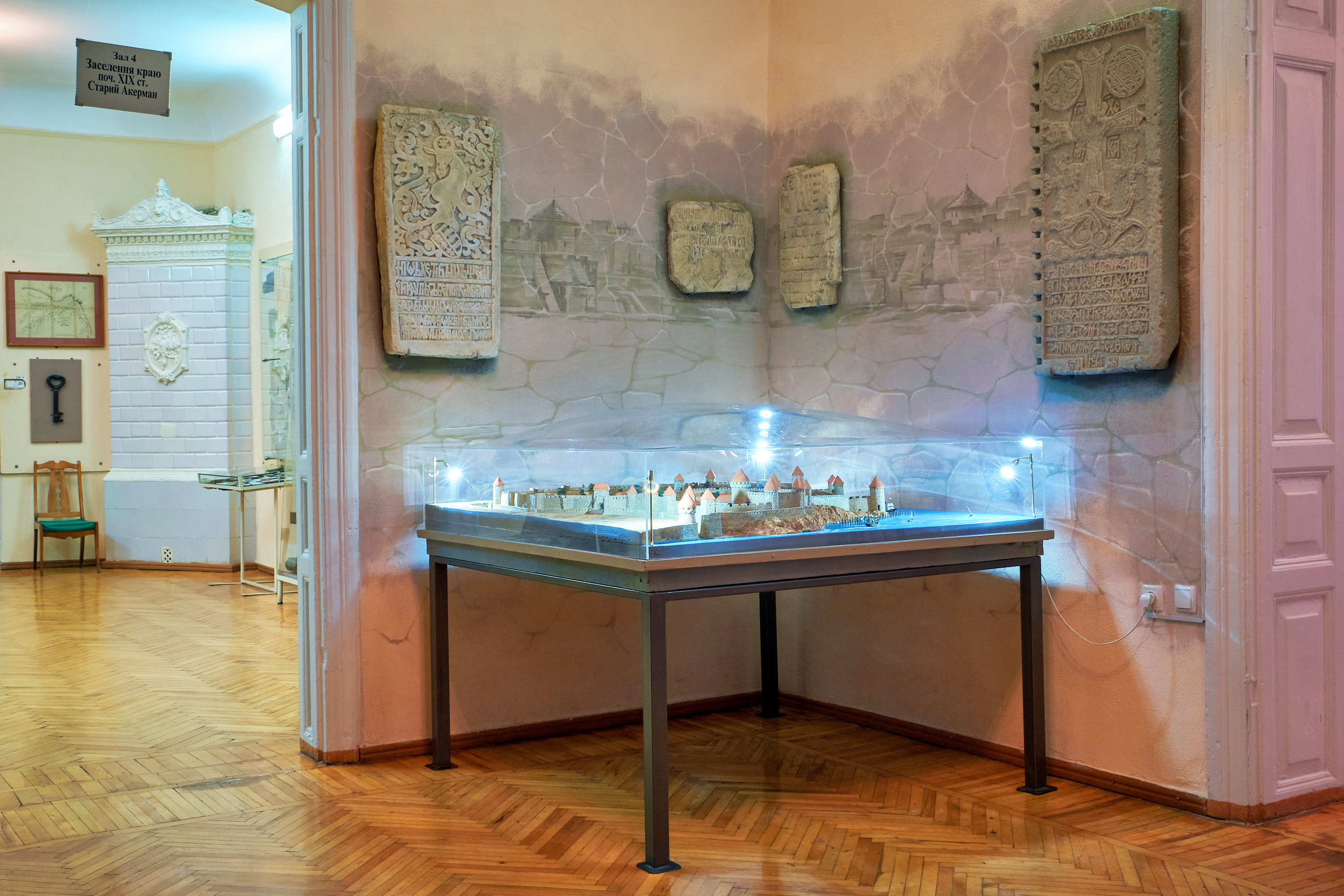
Museo delle tradizioni locali (Kраєзнавчий музей Krayeznavchyy muzey) - settore dedicato alla Fortezza, con modellino e lapidi

## Società
Si fornisce uno schema della composizione etnica e linguistica di Belgorod:
| etnia ucraina | etnia russa | etnia bulgara | etnia moldava |
| ------------- | ----------- | ------------- | ------------- |
| 42,08%        | 54,52%      | 1,66%         | 0,67%         |

## Geografia antropica

### Serhiïvka - Sergeevka (Сергіївка - Сергеевка)

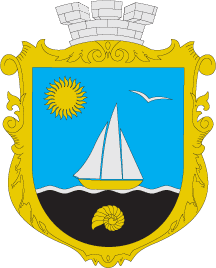
Stemma di Serhiïvka

Serhiïvka, nota in Italia anche con il nome di Sergeevka (Сергеевка), è un centro balneare e termale ove si usano fanghi terapeutici, oggi molto frequentato dai turisti e un tempo molto noto per i diversi sanatori deputati alla cura della tubercolosi. È il luogo balneare più comodo da raggiungere dalla Moldavia.
Il centro abitato sorge sulla sponda interna del liman del Budak, che si estende parallelamente alla costa per 17 km e ha una larghezza di 1,5 km. La spiaggia si trova sulla lunga duna sabbiosa che separa il liman dal mare; per recarvisi si utilizzano servizi di traghetto oppure un ponte, costruito nel 1972.
Vi sorgono numerosi centri statali per vacanze di bambini e ragazzi; si ricordano:
- colonia estiva per ragazzi "Bohatyrenok" (Богатыренок);
- colonia estiva per ragazzi "Svytanok" (Свитанок);
- colonia estiva per ragazzi "Zvjazkyvec" (Звязкивец);
- colonia estiva - sanatorio per ragazzi "Serhiïvka" (Сергіївка);
- colonia estiva per ragazzi "Tyra" (Тира);
- colonia estiva di salute per ragazzi "Prometej" (Прометей).

La prima menzione di un centro abitato nel luogo dell'attuale Serhiïvka risale al 1889; era denominato Šabolat. All'epoca nella località vivevano solo quindici famiglie, ma già a partire dal 1895, con la creazione di stabilimenti curativi che utilizzavano i fanghi terapeutici del liman del Budak, l'abitato cominciò ad espandersi, in particolare dopo il 1921, con l'inaugurazione di un nuovo stabilimento termale. Dopo la Rivoluzione d'Ottobre, la località cambiò il nome in quello attuale. Nel 1959 si iniziò ad utilizzare un pozzo di acqua minerale, utilizzato subito per ampliare le possibilità di cura degli stabilimenti. Serhiïvka diventò in breve il principale centro termale e curativo per i cittadini della Repubblica Socialista Sovietica Moldava, come oggi è il più importante centro balneare frequentato da cittadini della Moldavia indipendente. Si curavano qui soprattutto la tubercolosi ossea e le conseguenze della poliomielite infantile. Nel 1976, a causa dell'assenza di nuovi casi di queste malattie, vari sanatori furono trasformati in colonie estive per bambini e ragazzi. Il periodo più fiorente per la località è stato quello degli anni ottanta del Novecento, quando qui operavano otto sanatori, dieci colonie per bambini e diciannove centri ricreativi.
Serhiïvka ricorda nel suo nome quello di Sergei Georgevič Lazo, comandante bolscevico nato nei dintorni, che fu tra gli organizzatori del movimento rivoluzionario e nel 1917 combatté nella Rivoluzione d'ottobre. Nel 2015, in occasione del 126° anniversario della fondazione della cittadina, fu costruita, in stile ucraino occidentale, la chiesa ortodossa di San Sergio di Radonež (Sergej Radonežskij), eletto a patrono ispirandosi al nome della località.

### Zatoka (Затока)

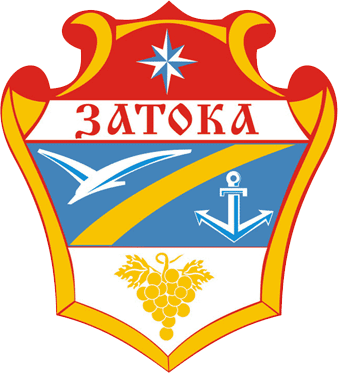
Stemma di Zatoka

Zatoka, situata a 18 km da Bilhorod, è un centro balneare e curativo, situato sul cordone sabbioso che separa il liman del Dnestr dal mare, nei pressi della foce del fiume, detta "Bocca di Carigrad". Zatoka possiede un piccolo porto, detto Buhaz (Бугаз), e un faro ottocentesco alla Fresnel, che ha la qualifica di "monumento ingegneristico nazionale" e prende il nome di "Faro di Caregrad" (Цареградського маяка - Carehrads'koho majaka). La costruzione del faro è all'origine della fondazione dell'insediamento di Zatoka.
La bocca di Carigrad è superata dal ponte di Zatoka (Затоксткий мост Zatokstkyj most), inaugurato nel 1955, su cui passano l'autostrada H33 e la ferrovia tra Odessa e Bilhorod-Dnistrovs'kyj; il ponte riveste una notevole importanza nelle vie di comunicazioni dell'Ucraina, in quanto è l'unico collegamento stradale e ferroviario diretto da Odessa alla Bessarabia. Si tratta di un ponte sollevabile, per permettere alle navi di entrare nel liman e arrivare al porto di Bilhorod.
Come il capoluogo Bilhorod, anche Zatoka ha mutato il suo nome: sorse nel 1827 attorno al faro, con il nome di Bugaz (Бугаз), che in tartaro significa "stretto", in riferimento alla foce del fiume. Nel 1945 la località prese il nome attuale, che significa "baia". Il nome "Bugaz", in ucraino "Buhaz", è rimasto però al porto della località. Si sviluppò negli anni grazie alla costruzione di sanatori e di stabilimenti balnenari.

### Šabo (Шабо)

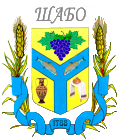
Stemma di Šabo

È un centro rinomato per la produzione di vino. I primi vigneti in questa regione furono piantati dai greci nel VI secolo; anche nel Medioevo, nel periodo del dominio genovese, gli abitanti della zona praticavano la viticoltura. Più tardi, nuovi vitigni furono portati qui dai turchi, i nuovi dominatori del territorio di Bilhorod.
I fondatori della produzione vinicola attuale di questa regione sono stati però i coloni svizzeri di lingua francese, che nel 1822 si insediarono in questa località, che chiamarono "Šabag", che nel tempo fu ridenominato "Šabo", per facilitare la pronuncia in russo e in ucraino. Le famiglie di vignaioli svizzeri erano provenienti da Vevey (Canton Vaud) e da Buttes (Cantone di Neuchâtel) ed erano diretti da Louis-Vincent Tardan, insegnante, botanico ed esperto di viticoltura.
Šabo è stato uno dei pochi luoghi in Europa in cui la vite non è stata danneggiata dalla fillossera, che in tutto il continente distrusse enormi quantità di vigneti tra il 1870 e il 1950. La salvezza dei vigneti di Šabo fu dovuta ai terreni molto sabbiosi della località, che rappresentano un ostacolo insormontabile alla propagazione delle infestazioni. È interessante notare che, durante la campagna anti-alcolica del 1985, Šabo non abbatté i suoi vigneti, al contrario di altre località vinicole.

## Infrastrutture e trasporti

### Strade

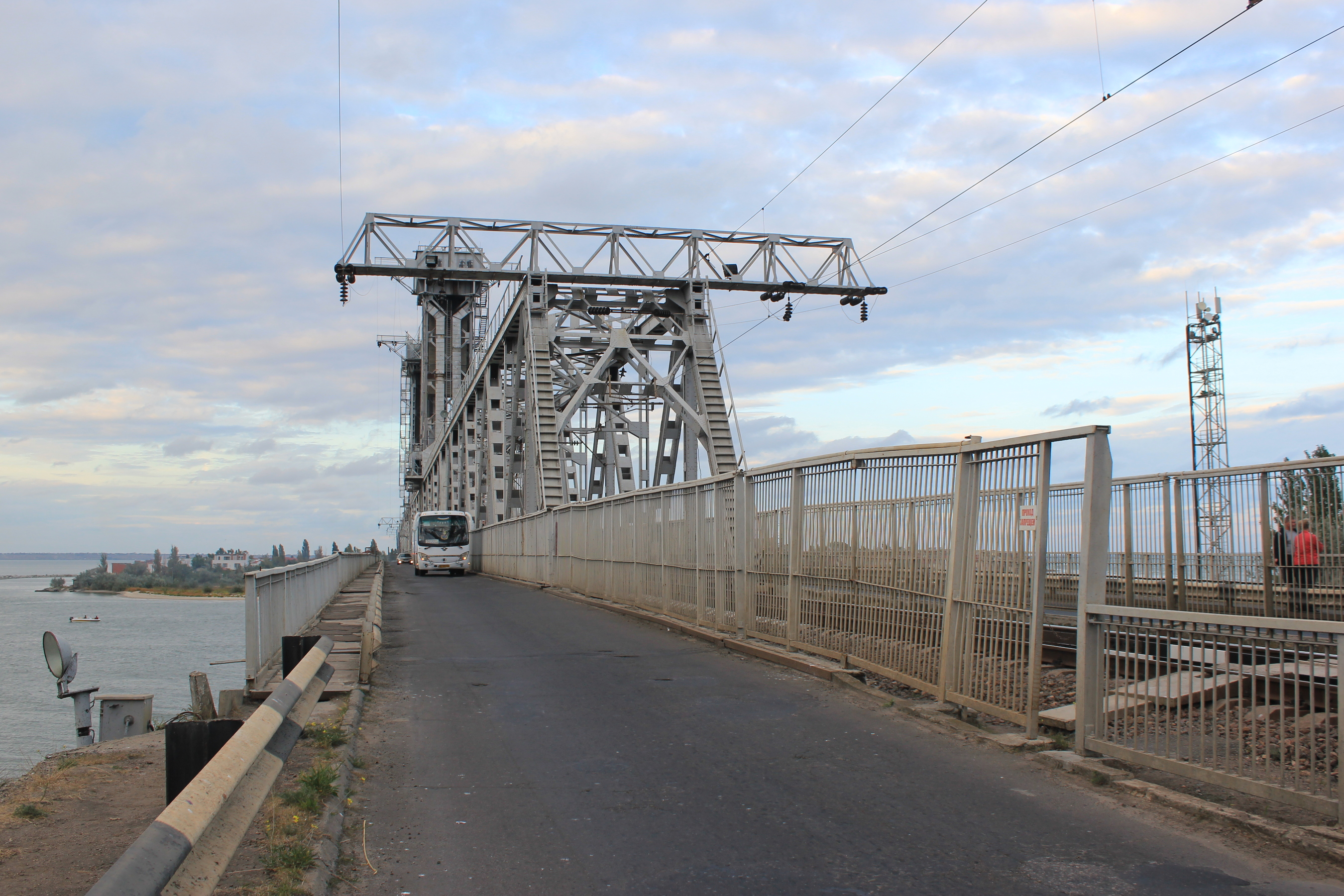
Il ponte di Zatoka, che permette all'autostrada H33 e alla ferrovia Odessa-Arcyz di superare la Bocca di Carigrad

La città è attraversata dall'autostrada H33 che la collega al resto dell'oblast' di Odessa e più precisamente alle città di Odessa e Ovidiopol'.

### Ferrovie

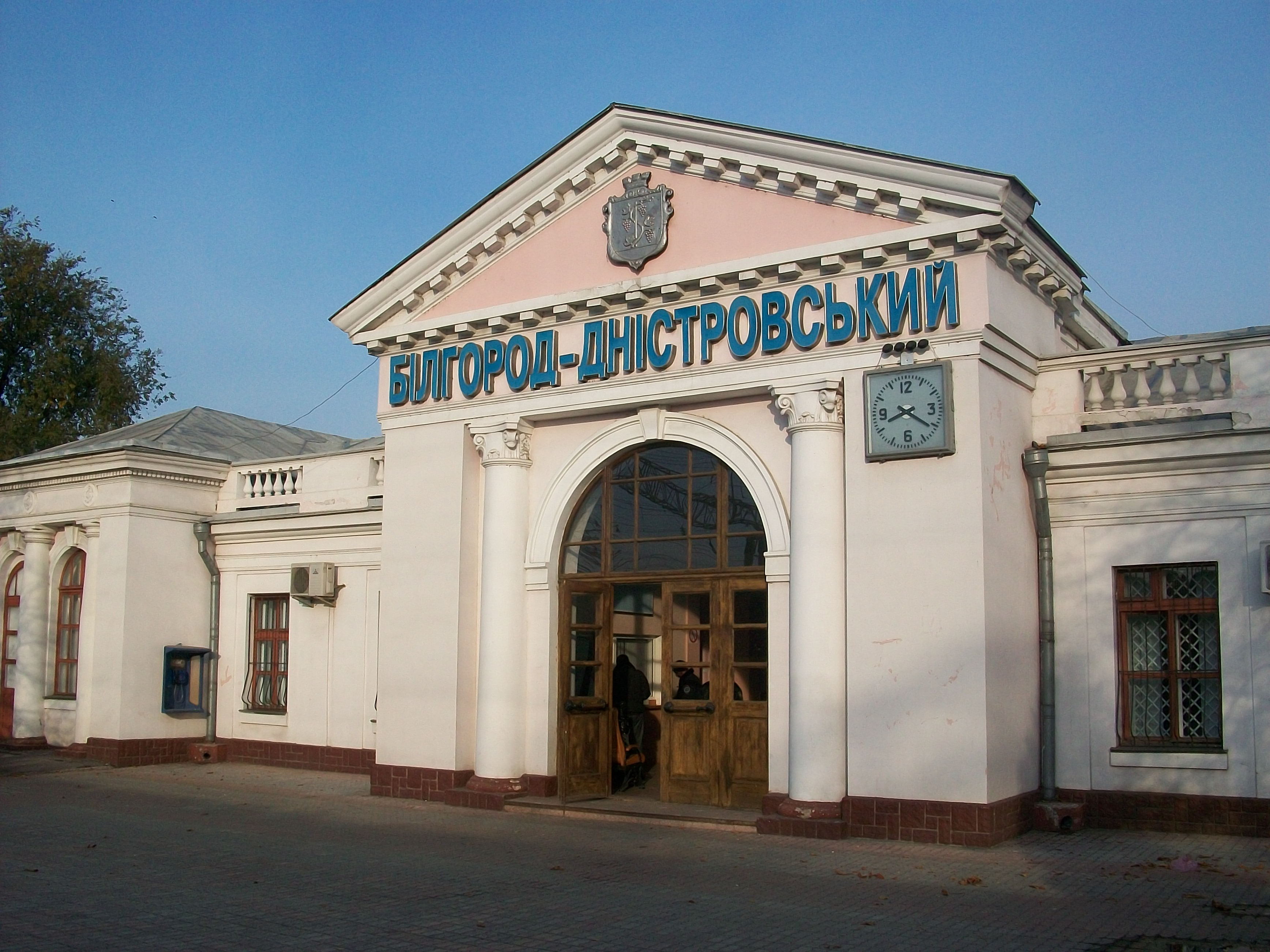
Il fabbricato viaggiatori della stazione di Bilhorod-Dnistrovs'kyj

La stazione ferroviaria di Bilhorod-Dnistrovs'kyj si trova lungo la linea Odessa-Arcyz, gestita dalla Divisione di Odessa di Ukrzaliznycja; oltre alla stazione principale, è presente anche la fermata di Tyra.

### Porto
Il porto di Bilhorod-Dnistrov'skyj è un porto commerciale che si affaccia sul Liman del Dnestr; il collegamento con il Mar Nero avviene attraverso la Bocca di Carigrad, che è il nome con il quale si indica la foce del Dnestr, situata a 14 chilometri di distanza dalle banchine. È gestito dall'amministrazione statale dei porti ucraina.
Il porto è specializzato nel trasbordo di carichi forestali e dispone di attrezzature e maestranze specializzate in questo settore. Trasborda anche carichi di grano, rinfuse, imballati. I limiti di capacità derivano dall'altezza del ponte sollevabile sulla Bocca di Carigrad, che è fissata a 8 m in condizioni normali e a 28,5 m quando il ponte è sollevato..
Nel passato ha avuto una notevole importanza grazie della sua posizione, che lo rendeva lo scalo principale della Bessarabia e della Moldavia. L'origine stessa della città, ossia la fondazione della colonia greca di Tyras, è legata al suo porto. Nel Medioevo le repubbliche marinare utilizzavano il porto di Bilhorod come scalo nelle rotte verso l'oriente. Le merci che arrivavano via terra a Bilhorod e poi venivano imbarcate per l'Oriente erano: lana e stoffa dalla Polonia; tela, flanella, stagno per artiglieria e armi dalla Germania e dalla Polonia, cera, grano e cuoio dall'Ucraina e pellicce dalla Russia. Le importazioni dall'Oriente consistevano in zucchero e ambra grigia da Cipro; cotone dalla Siria; seta, tessuti damascati, spezie e pietre preziose attraverso la Via della seta.